# Filoestuche

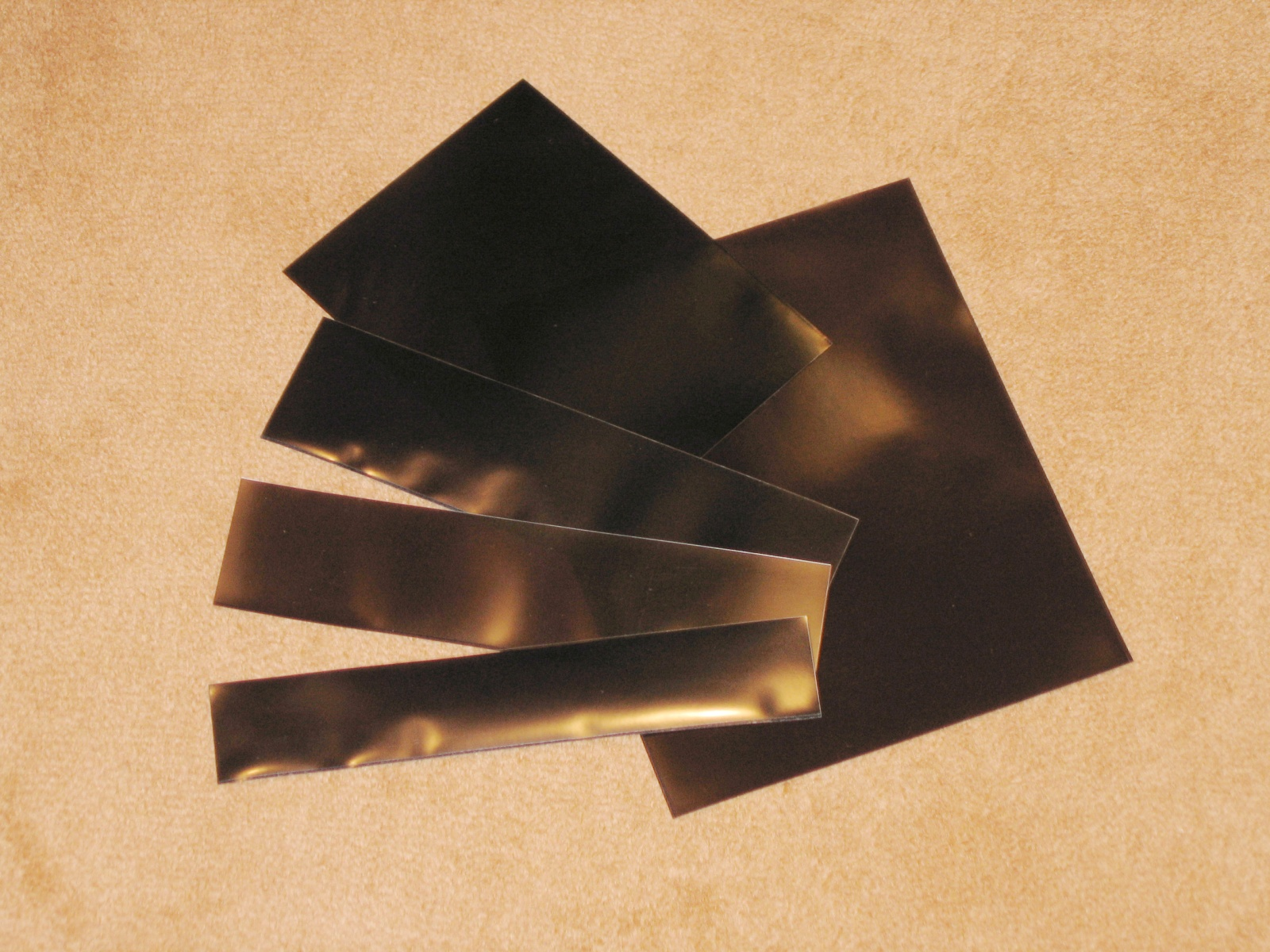
Filoestuches.

Los filoestuches son unas bandas de plástico especial (poliestireno) para no deteriorar el sello, que sirven para guardar los sellos y los distintos elementos postales y poder colocarlos en las hojas de los álbumes, para ello se pega el filoestuche por la cara autoadhesiva del filoestuche y luego se coloca el sello como si fuera una funda, para poder colocar el sello en la hoja sin tener que pegarlo y poder protegerlo.
Algunos filoestuches sueldan sus dos laminas (fondo y tapa) solamente por un costado (con abertura tipo libro), por dos lados (tipo tubo) o mediante una línea continua en el lado que se adhiere al álbum (tipo puente).  
Los filoestuches sobresalen del sello unos 5 mm tanto de ancho como de alto, incluyendo en la medida del sello su dentado correspondiente. Los sellos adhesivos no tienen dentado y el filoestuche se aconseja que sobresalga un poco más, seis milímetros.
Existen de distinto tamaños y marcas. Para España hay unos doce tamaños diferentes en sellos individuales. Los tamaños de filoestuches se hacen enormemente variados en número si incluimos las hojas bloque y las hojita multisellos. Unos se venden en tiras y pueden cortarse con unas tijeras, o mejor, con una guillotina para ajustar el corte al tamaño de la pieza postal que se quiere proteger. Otros se venden en pilas o 'pastillas' ya cortados.  Existen filoestuches con color de fondo negro o blanco (transparente), cuya función es la misma, aunque el filoestuche de fondo negro permite que el dentado del sello resalte más en la hoja del álbum. Los filoestuches protectores tienen una banda adhesiva que se moja con agua para fijarlos al álbum. Hay coleccionistas que colocan los filoestuches en clasificadores en lugar de usar los álbumes tradicionales. 
Las hojas bloque, carnets y minipliegos usan filoestuches especiales de gran tamaño. 
Aparece en torno a los años 1960 sustituyendo a la charnela o fijasellos que es un trozo de papel engomado que se adhiere al dorso de los sellos para colocarlos en las hojas de los álbumes. En la actualidad aunque se puede emplear tanto filoestuches como fijasellos, se prefiere el uso de filoestuche porque la charnela deja un rastro en el dorso del sello, sobre todo en los sellos nuevos, es decir que no han circulado.
Hay muchas marcas comerciales de filoestuches: Fival, Prinz, Safe, Hawid, Filover, Filabo...